# Indian Point (Misuri)
Indian Point es una villa ubicada en el condado de Stone en el estado estadounidense de Misuri. En el Censo de 2010 tenía una población de 528 habitantes y una densidad poblacional de 52,25 personas por km².

## Geografía
Indian Point se encuentra ubicada en las coordenadas 36°38′50″N 93°20′40″O / 36.64722, -93.34444. Según la Oficina del Censo de los Estados Unidos, Indian Point tiene una superficie total de 10.11 km², de la cual 7.26 km² corresponden a tierra firme y (28.11%) 2.84 km² es agua.

## Demografía
Según el censo de 2010, había 528 personas residiendo en Indian Point. La densidad de población era de 52,25 hab./km². De los 528 habitantes, Indian Point estaba compuesto por el 96.4% blancos, el 0% eran afroamericanos, el 1.33% eran amerindios, el 0.19% eran asiáticos, el 0% eran isleños del Pacífico, el 0.57% eran de otras razas y el 1.52% pertenecían a dos o más razas. Del total de la población el 2.08% eran hispanos o latinos de cualquier raza.